# Паневежиський район
Паневежиський район (лит. Panevėžio rajono savivaldybė) — муніципалітет районного рівня на півночі Литви, що знаходиться у Паневежському повіті. Адміністративний центр — місто Паневежис. Територія міста до території району не належить та має окремий муніципальний статус.

## Географія
Район має вигідне географічне положення: він розташований на однаковій відстані (приблизно 150 км) між найбільшими містами Прибалтики — Ригою, Вільнюсом та Каунасом. Відстань до найближчого морського порту Клайпеда- 250 км. Через районі проходить автомагістраль, що веде з Берліна через Варшаву, Калінінград, Клайпеду, Лієпаю, Ригу, Таллінн до Санкт-Петербурга.

## Адміністративний поділ та населені пункти

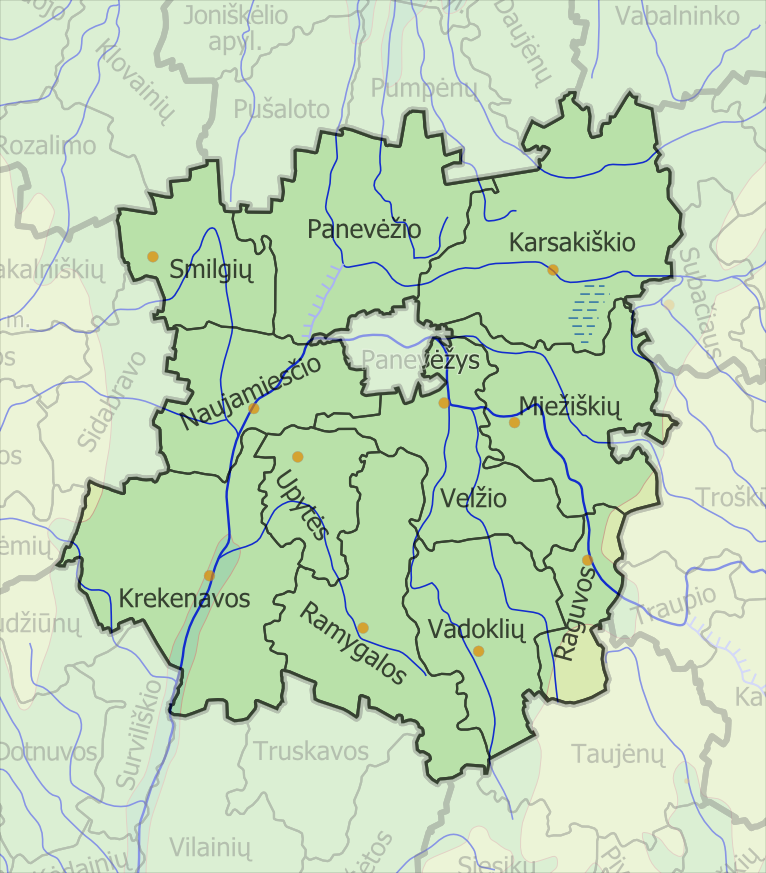
Староства Паневежиського району

Район включає 12 староств:
- Карсакішкіське (лит. Karsakiškio seniūnija; Карсакішкіс)
- Крекенавське (лит. Krekenavos seniūnija; Крякянава)
- Межишкяйське (лит. Miežiškių seniūnija; Межишкяй)
- Науяместіське (лит. Naujamiesčio seniūnija; Науяместіс)
- Паневежиське (лит. Panevėžio seniūnija; Паневежис)
- Рагувське (лит. Raguvos seniūnija; Рагува)
- Рамигальське (лит. Ramygalos seniūnija; Рамигала)
- Смилгяйське (лит. Smilgių seniūnija; Смилгяй)
- Упитське (лит. Upytės seniūnija; Упите)
- Вадокляйське (лит. Vadoklių seniūnija; Вадокляй)
- Велжіське (лит. Velžio seniūnija; Велжіс)

Район містить 1 місто — Рамигала; 8 містечок — Гележяй, Крекенава, Межишкяй, Науяместіс, Рагува, Смилгяй, Шилай, Вадокляй; 752 села.
Чисельність населення найбільших поселень (2001):
- Дембава — 2 397 осіб
- Крекенава — 2 003 осіб
- Рамигала — 1 733 осіб
- Велжіс — 1 417 осіб
- Пинява — 1 158 осіб
- Пажагеняй — 962 осіб
- Йотайняй — 885 осіб
- Науяместіс — 832 осіб
- Людине — 762 осіб
- Вайвадай — 752 осіб

## Культура
У районі є 5 громадських музеїв, 12 культурних центрів, більше 200 колективів художньої самодіяльності.

## Населення
Згідно з переписом 2011 року у районі мешкало 39 011 осіб.
Етнічний склад:
- Литовці — 97,44 % (38013 осіб);
- Росіяни — 1,21 % (472 осіб);
- Поляки — 0,23 % (91 осіб);
- Українці — 0,23 % (88 осіб);
- Цигани — 0,1 % (40 осіб);
- Білоруси — 0,09 % (34 осіб);
- Німці — 0,03 % (13 осіб);
- Інші — 0,67 % (260 осіб).

## Відомі особистості

### Народились у районі
- Юозас Більчиконіс (1885—1969) — литовський мовознавець.
- Феліція Бортскевічене (1873—1945) — литовська політична діячка і видавниця газет.
- Петраускас Антанас Аугустинович (1938—2021) — діяч культури.